# Propilidium elegans
Propilidium elegans är en snäckart som först beskrevs av Addison Emery Verrill 1884.  Propilidium elegans ingår i släktet Propilidium och familjen Lepetidae. Inga underarter finns listade i Catalogue of Life.